# Chiesa di San Valentino (Andriano)
La chiesa di San Valentino è la parrocchiale di Andriano, in provincia di Bolzano e diocesi di Bolzano-Bressanone; fa parte del decanato di Terlano-Meltina.

## Storia
La prima citazione di una chiesa ad Andriano risale al 1253; questa chiesa era in origine filiale della pieve di Terlano.
Il campanile fu eretto nel XIV secolo.

La chiesa fu riedificata nel 1520 inglobando quella precedente, che ne divenne la sacrestia, ed eretta a parrocchiale nel 1604.

L'attuale parrocchiale venne costruita tra il 1852 ed il 1854 riutilizzando parte di quella cinquecentesca e nel 1883 fu sopraelevato il campanile.
Nel 1982 l'interno della chiesa subì una ristrutturazione e nel 2011 venne restaurato pure il campanile.

## Descrizione
La chiesa è un'unica navata e opere di pregio qui conservate sono l'organo, costruito da Josef Aigner nel 1863, rifatto Leopold Stadelmann nel 1935 e trasformato in meccanico nel 2006, gli affreschi, dipinti nel 1864 da Anton Psenner, e l'altare rivolto verso l'assemblea, realizzato nel 1995 da Walter Kuenz.
Il campanile contiene un concerto di 4 campane in La3 calante (La3, Si3, Do#4, Mi4) elettrificate a slancio tirolese fuse da Luigi Colbachini di Trento nel 1921, a eccezione della 3ª, firmata Heinrich Reinhart anno 1604.